# Лиши
Лиши́ (кит. упр. 离石, пиньинь Líshí) — район городского подчинения городского округа Люйлян провинции Шаньси (КНР). Район назван в честь горы Лишишань и протекающей перед ней реки Бэйчуаньхэ, которая в древности носила название Лишишуй.

## История
При империи Западная Хань здесь был образован уезд Юйли (于离县). Во времена диктатуры Ван Мана он был переименован в Юйхэ (于合县), но при империи Восточная Хань ему было возвращено прежнее название. В конце империи Хань в 140 году уезд был ликвидирован, но в период Троецарствия в 221 году восстановлен. При империи Поздняя Чжао в 319 году уезд был расформирован.
При империи Северная Ци в 552 году был создан уезд Чанхуа (昌化县), подчинённый округу Хуайчжэн (怀政郡). При империи Северная Чжоу в 577 году уезд Чанхуа был переименован в Лиши (离石县), а округ Хуайчжэн — в округ Лиши (离石郡). При империи Тан в 618 году округ Лиши был преобразован в область Шичжоу (石州). В 742 году область Шичжоу была преобразована в округ Чанхуа (昌化郡), но в 758 году опять стала областью Шичжоу.
В 1261 году при правлении монголов уезд Лиши был расформирован, а территория перешла под прямое управление областных структур, но в 1262 году уезд Лиши был воссоздан. При империи Мин в 1370 году уезд был расформирован опять, а территория вновь была подчинена напрямую области.
В 1567 году эти земли подверглись нападению монголов. В связи с тем, что иероглиф 石 («камень») читается одинаково с иероглифом 失 («утратить»), то область была переименована из Шичжоу в Юннинчжоу (永宁州, «навеки умиротворённая область»).
После Синьхайской революции в Китае была проведена реформа структуры административного деления, в ходе которой области были упразднены, и в 1913 году на землях, ранее напрямую управлявшихся властями области Юннин, был создан уезд Юннин (永宁县). В 1914 году уезд Юннин был переименован в Лиши.
В 1949 году был создан Специальный район Синсянь (兴县专区), и уезд вошёл в его состав. В 1952 году Специальный район Синсянь был расформирован, и уезд вошёл в состав Специального района Юйцы (榆次专区). В 1954 году уезд Лиши был объединён с уездом Фаншань в уезд Лишань (离山县). В 1958 году уезд Лишань был объединён с уездом Чжунъян; объединённый уезд получил старое название Лиши. В 1960 году уезд Чжунъян был воссоздан. В 1967 году уезд Лиши был передан в состав округа Цзиньчжун (晋中地区).
В 1971 году был образован Округ Люйлян (吕梁地区), и уезд Лиши перешёл в его состав; при этом из уезда Лиши был выделен уезд Фаншань. В 1996 году уезд Лиши был преобразован в городской уезд.
Постановлением Госсовета КНР от 23 октября 2003 года с 2004 года округ Люйлян был расформирован, а вместо него образован городской округ Люйлян, бывший городской уезд Лиши стал районом в его составе.

## Административное деление
Район делится на 7 уличных комитетов, 2 посёлка и 3 волости.